# Catherine Nettleton
Catherine Nettleton (13 de marzo de 1960) es una diplomática inglesa que ha sido embajadora en Perú, embajadora en Venezuela y representativo a Taipéi.

## Carrera
Catherine Elizabeth Nettleton obtuvo una licenciatura de la Universidad de Exeter y una maestría de la Universidad de Mánchester. Trabajó para el Inland Revenue durante un año antes de unirse al Foreign and Commonwealth Office (FCO) en 1983. Aprendió chino mandarín y sirvió en la Embajada Británica en Beijing en 1987-89 y también en 2000-03. Ella también sirvió en la Embajada Británica en la Ciudad de México y en el FCO. Después de seis meses en el Royal College of Defense Studies en 2004, fue Jefe de Servicios de FCO (Presidencias) en 2004-05 (en este momento, el Reino Unido ocupó las presidencias tanto del G8 como de la Unión Europea). Fue la primera Embajadora británica en Perú en 2006-10 y fue Embajadora en Venezuela en 2010-14. En 2015 se convirtió en Directora de Protocolo en el FCO. En 2016 fue nombrada Representante en la Oficina Británica de Taipéi.

## Honores
Nettleton fue nombrada Official del orden del Imperio Británico (OBE por sus siglas en inglés) en 1999 Birthday Honours) y Compañero de la Orden de San Miguel y San Jorge (CMG por sus siglas en inglés) en 2015 New Year Honours.